# Orel stepní
Orel stepní (Aquila nipalensis) je středně velký orel s rozpětím křídel 165–190 cm a délkou 62–74 cm. Váží 2–5,5 kg. Vykazuje podobný pohlavní dimorfismus jako většina dravců, čili samice jsou větší než samci. Vyskytuje se ve dvou barevných formách – světlé a tmavé. Dožívá se věku 50–60 let. V minulosti byl za orla stepního také považován orel okrový s latinským označením Aquila rapax. Nyní bylo zjištěno, že se jedná o dva odlišné druhy, přičemž hovoří-li se o orlu stepním, který se vyskytuje v jihovýchodní Evropě, jedná se vždy o druh Aquila nipalensis.

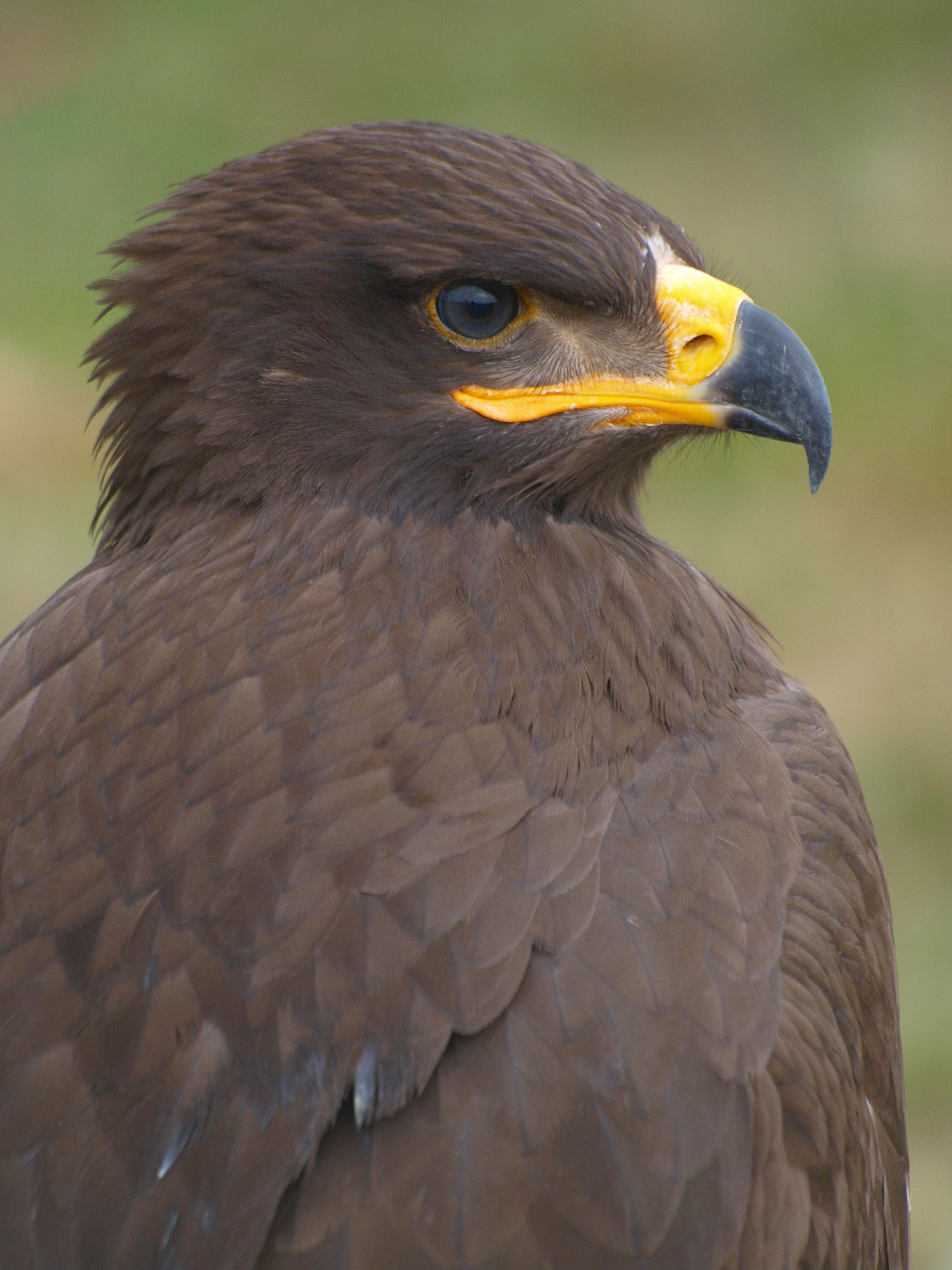
Orel stepní (Aquila nipalensis)

## Rozšíření a reprodukce
V Evropě se vyskytuje jen v jižních stepních oblastech Ruska. Hnízdí též v Africe, střední Asii, Arábii, Indii, Mongolsku a Číně. Vzácně zalétá do České republiky, zde byl naposledy zaznamenán v srpnu 2023, předtím naposledy v roce 1997.
Snáší maximálně tři vejce, na kterých sedí samice i samec 40–50 dní. Je méně obratný než ostatní orli. Orel stepní je částečně tažný pták.

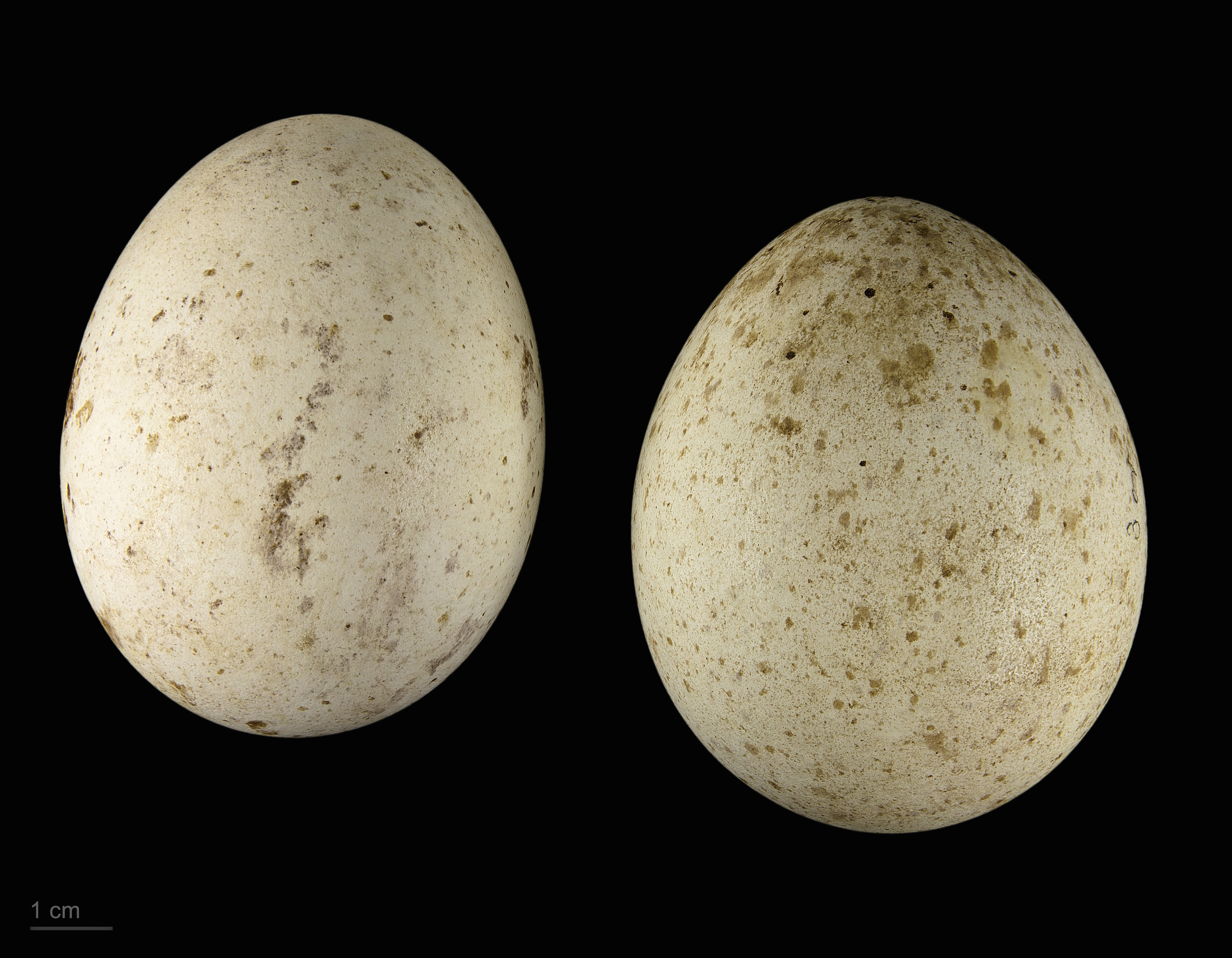
Aquila nipalensis

## Potrava
Živí se menšími savci dosahující velikosti králíka, zejména sysly, podle nichž se řídí i jeho migrace. Chytá také ptáky a hmyz. Živí se i mršinami a též krade úlovky ostatním dravcům.